# Distretto di El Hamma
Il distretto di El Hamma è un distretto della provincia di Khenchela, in Algeria, con capoluogo El Hamma.

## Comuni
Il distretto di El Hamma comprende 4 comuni:
- El Hamma
- Ensigha
- Tamza
- Baghaï